# Minociclină
Minociclina este un antibiotic din clasa tetraciclinelor, fiind utilizat în tratamentul unor infecții bacteriene, în special în tratamentul oral al acneei. Calea de administrare disponibilă este cea orală.
Molecula a fost patentată în anul 1961 și a devenit disponibilă comercial în anul 1971. Este disponibil ca medicament generic.